# Tumulus d'Etal-Berder
Le tumulus d'Etal-Berder, est un tumulus de Larmor-Baden, dans le Morbihan en France.

## Localisation
Le tumulus est situé dans un lotissement, sur la pointe faisant face à l'île de Berder.

## Description
L'édifice est un tumulus-dolmen composé d'une chambre.

## Historique
Le monument date du Néolithique.
Il est inscrit au titre des monuments historiques par arrêté du 28 octobre 1960.